# Хуглі (округ)
Округ Хуглі ([ˈhuːɡliː]) — один з районів індійського штату Західна Бенгалія. Альтернативно може бути написане Хоглі. Район названий на честь річки Хуглі.
Штаб-квартира округу знаходиться в Хуглі-Чінсура (Чучура). Є чотири підрозділи: Чінсура-Садар, Шрірампоре, Чанданнагор і Арамбаг.

## Історія
Район Хуглі отримав свою назву від міста Хуглі на західному березі річки Хуглі близько 40 років. км на північ від Калькутти. Це місто було головним річковим портом для торгівлі в Індії до колоніалізму.
Район має тисячолітню багату спадщину як частину бенгальського королівства Бхуршут. Першим європейцем, який досяг цієї території, був португальський мореплавець Васко да Гама. У 1536 році португальські торговці отримали від султана Махмуд Шаха дозвіл на торгівлю в цій місцевості. У ті часи річка Хуглі була основним транспортним шляхом, а Хуглі служив чудовим торговим портом.
За кілька десятиліть місто Хуглі перетворилося на великий комерційний центр і найбільший порт Бенгалії. Пізніше, у 1579–1580 роках, імператор Великих Моголів Акбар дав дозвіл португальському капітану Педру Таварешу заснувати місто в будь-якій частині провінції Бенгалія. Вони обрали Хуглі, і це стало першим європейським поселенням у Бенгалії. У 1599 році португальські торговці побудували в Банделі монастир і церкву. Це перша християнська церква в Бенгалії, відома сьогодні як «Церква Банделя».

## Географія
Район рівнинний, немає жодного місця з висотою вище 200 метрів. На сході його межує річка Хуглі. Ще одна велика річка - Дамодар.
Район межує з округом Хоура на півдні, районом Бардаман на півночі та на сході з річкою Хуглі. Район Банкура розташований на північному заході, а район Медініпур — на південному заході.

## Економіка

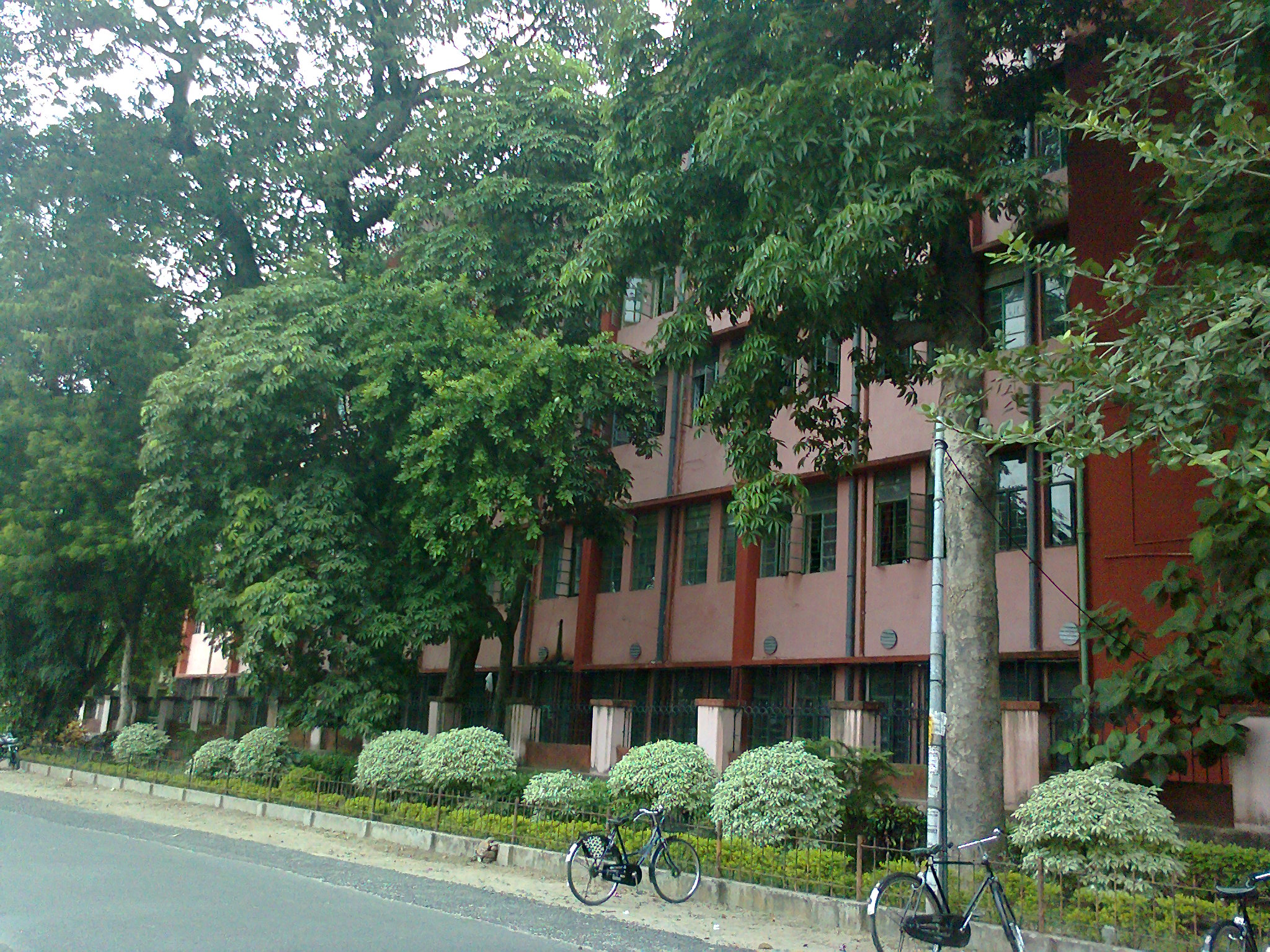
Уряд Чандернагора

Хуглі є одним з найбільш економічно розвинених районів Західної Бенгалії. Це головний центр вирощування джуту, джутової промисловості та торгівлі джутом у штаті. Джутові млини розташовані вздовж берегів річки Хуглі в Трібені, Бхаадресварі, Чампдані та Срірампурі.
Існує ряд промислових комплексів, включаючи один з найбільших заводів з виробництва автомобілів в Індії, завод Hindustan Motors в Уттарпара.
В окрузі працюють теплоелектростанція Бандель і Трібенський завод тканин (ITC).

## Демографія
Згідно з переписом 2011 року населення району Хуглі становить 5 519 145 осіб, що приблизно дорівнює нації Данії або штату Вісконсін США. Це дає йому 16 місце в Індії (із загальних 640). Щільність населення району становить 1 753 особи на квадратний кілометр (4 540/миля2). Темп приросту населення за десятиліття 2001–2011 років становив 9,49%. У Гуглі співвідношення статей становить 958 жінок на кожні 1000 чоловіків, і рівень грамотності 82,55%. У містах проживає 38,57% населення. Записані касти та занесені племена складають 24,35% і 4,15% населення відповідно.

## Мова
На момент перепису 2011 року 87,49% населення розмовляло своєю рідною мовою бенгальською, 7,59% гінді, 2,37% санталі та 1,72% урду. Носії гінді та урду переважно поширені в містах.

## Освіта
У районі Хуглі є 2992 початкові школи, 408 середніх шкіл, 127 вищих середніх шкіл, 22 коледжі та 6 технічних інститутів.